# Роксобел (Північна Кароліна)
Роксобел (англ. Roxobel) — місто (англ. town) в США, в окрузі Берті штату Північна Кароліна. Населення — 187 осіб (2020).

## Географія
Роксобел розташований за координатами 36°12′6″ пн. ш. 77°14′23″ зх. д. / 36.20167° пн. ш. 77.23972° зх. д. (36.201528, -77.239804).  За даними Бюро перепису населення США в 2010 році місто мало площу 2,70 км², уся площа — суходіл.

## Демографія
Згідно з переписом 2010 року, у місті мешкало 240 осіб у 111 домогосподарстві у складі 64 родин. Густота населення становила 89 осіб/км².  Було 128 помешкань (47/км²).
Расовий склад населення:
| - 54,2 % — білих - 45,8 % — чорних або афроамериканців |

До двох чи більше рас належало 0,0 %. Частка іспаномовних становила 0,4 % від усіх жителів.
За віковим діапазоном населення розподілялося таким чином: 17,5 % — особи молодші 18 років, 60,0 % — особи у віці 18—64 років, 22,5 % — особи у віці 65 років та старші. Медіана віку мешканця становила 50,0 року. На 100 осіб жіночої статі у місті припадало 98,3 чоловіків;  на 100 жінок у віці від 18 років та старших — 92,2 чоловіків також старших 18 років.
Середній дохід на одне домашнє господарство  становив 36 894 долари США (медіана — 33 125), а середній дохід на одну сім'ю — 52 132 долари (медіана — 49 583). За межею бідності перебувало 10,3 % осіб, у тому числі 0,0 % дітей у віці до 18 років та 12,7 % осіб у віці 65 років та старших.
Цивільне працевлаштоване населення становило 122 особи. Основні галузі зайнятості: виробництво — 32,0 %, освіта, охорона здоров'я та соціальна допомога — 24,6 %, сільське господарство, лісництво, риболовля — 12,3 %, роздрібна торгівля — 10,7 %.